# Список социологических книг XX века
Одной из главных задач всемирного конгресса социологов, состоявшегося в 1998 году в Монреале, стала критическая оценка социологического наследия XX века. В этой связи в 1997 году комитет по подготовке конгресса организовал опрос, чтобы узнать десять самых влиятельных социологических книг. Членам Международной социологической ассоциации было предложено назвать по пять социологических трудов XX века, оказавших наибольшее влияние на них как социологов. В исследовании приняли участие 16 % членов (455 из 2785) МСА, из которых, однако, только 28% было женщинами-социологами, а более 65% являлись учёными, которые изучали социологию на английском языке. Голосование включало простой подсчёт наиболее часто упоминаемых книг. По результатам опроса Международная социологическая ассоциация составила список из десяти «книг XX века»: 
1. Вебер, Макс. «Хозяйство и общество» (de:Wirtschaft und Gesellschaft, 1922) — 95
2. Миллс, Чарлз Райт. «Социологическое воображение» (en:The Sociological Imagination, 1959) — 59
3. Мертон, Роберт Кинг. «Социальная теория и социальная структура» (en:Social Theory and Social Structure, 1968) — 52
4. Вебер, Макс. «Протестантская этика и дух капитализма» (de:Die protestantische Ethik und der 'Geist' des Kapitalismus, 1904—1906) — 47
5. Бергер, Питер, Лукман, Томас. «Социальное конструирование реальности» (en:The Social Construction of Reality, 1966) — 45
6. Бурдьё, Пьер. «Различение: социальная критика суждения» (fr:La Distinction. Critique sociale du jugement, 1979) — 43
7. Элиас, Норберт. «О процессе цивилизации» (de:Über den Prozeß der Zivilisation, 1939) — 30
8. Хабермас, Юрген. «Теория коммуникативного действия» (de:Theorie des kommunikativen Handelns, 1981) — 29
9. Парсонс, Толкотт. «Структура социального действия» (en:The Structure of Social Action, 1937) — 28
10. Гофман, Ирвинг. «Представление себя другим в повседневной жизни» (en:The Presentation of Self in Everyday Life, 1959) — 25

После каждой книги указано количество её упоминаний в ответах респондентов.
Отмечается, что результаты отражают социологию как интернациональную дисциплину (и её германское, британское, и североамериканское происхождение), однако западную и мужскую; половина книг из первой десятки написана североамериканскими авторами, что связывается с влиянием социологов из США на Международную социологическую ассоциацию, хотя первое место заняло «Хозяйство и общество» М. Вебера. Отмечается отсутствие в топ-10 таких авторов, как Зиммель, Дюркгейм, Фуко, Гидденс и У. Бек.